# Max Ritter
Max Ritter (né le 7 novembre 1886 à Magdebourg et mort le 24 mai 1974 à Montgomery (Pennsylvanie)) est un nageur allemand puis américain.
Il participe au 100 mètres dos aux Jeux olympiques de 1908 et est éliminé en demi-finale. Aux Jeux olympiques de 1912, il est engagé au 100 mètres nage et est éliminé en quart de finale ; il est aussi engagé au 400 mètres nage libre mais déclare forfait pour sa demi-finale ; il termine quatrième avec le relais 4 X 200 mètres nage libre.
Entre les deux Jeux olympiques, il immigre aux États-Unis en 1910. Il est nommé au comité directeur de la FINA en 1936 pour l'Allemagne et les USA. Il dirige la fédération internationale entre 1960 et 1964.
En 1965, il entre à l'International Swimming Hall of Fame.

## Sources
- (en) Biographie au International Swimming Hall of Fame
- (en) Biographie sur sports-reference
- (de) Biographie dans l'Encyclopédie de Magdebourg